# Worknesh Mesele
Worknesh Mesele Handeno (amharisch ወርቅነሽ መሰለ ሀንዴኖ; * 11. Juni 2001 in Shebedino) ist eine äthiopische Leichtathletin, die im Sprint sowie im Mittelstreckenlauf an den Start geht.

## Sportliche Laufbahn
Erste Erfahrungen bei internationalen Meisterschaften sammelte Worknesh Mesele im Jahr 2018, als sie bei den Afrikameisterschaften in Asaba mit 55,12 s in der ersten Runde im 400-Meter-Lauf ausschied und mit der äthiopischen 4-mal-400-Meter-Staffel in 3:44,84 min den fünften Platz belegte. Im Jahr darauf kam sie bei den Afrikaspielen in Rabat mit 55,79 s nicht über die Vorrunde über 400 Meter hinaus und gelangte mit der Staffel mit 3:41,45 min auf Rang sechs. 2021 erfüllte sie die Qualifikationsnorm im 800-Meter-Lauf für die Olympischen Spiele in Tokio, ging dort aber nicht an den Start. Im Jahr darauf belegte sie bei den Afrikameisterschaften in Port Louis in 2:03,67 min den vierten Platz über 800 Meter. 2023 siegte sie in 1:58,75 min beim Meeting Madrid und schied anschließend bei den Weltmeisterschaften in Budapest mit 1:59,54 min im Halbfinale aus. Im Jahr darauf wurde sie bei der Xiamen Diamond League in 3:57,61 min Dritte im 1500-Meter-Lauf und im August belegte sie bei den Olympischen Sommerspielen in Paris in 1:58,28 min im Finale den sechsten Platz.
2025 startete sie über 1500 Meter bei den Hallenweltmeisterschaften in Nanjing und verpasste dort mit 4:10,61 min den Finaleinzug.
2019 wurde Mesele äthiopische Meisterin im 400-Meter-Lauf sowie 2022 über 800 Meter.

## Persönliche Bestzeiten
- 400 Meter: 53,97 s, 20. April 2018 in Addis Abeba
- 800 Meter: 1:58,06 min, 4. August 2024 in Paris
  - 800 Meter (Halle): 1:59,93 min, 8. Februar 2024 in Toruń
- 1500 Meter: 3:57,00 min, 16. Juli 2023 in Chorzów
  - 1500 Meter (Halle): 4:02,19 min, 16. Februar 2025 in Toruń
- Meile: 4:19,09 min, 15. Juni 2023 in Oslo